# Palęczko
Palęczko – część wsi Żakowo w Polsce, położona w województwie pomorskim, w powiecie kartuskim, w gminie Sulęczyno. Wchodzi w skład sołectwa Żakowo.
W latach 1975–1998 Palęczko administracyjnie należało do województwa gdańskiego.